# Holland & Barrett
Holland & Barrett est une chaîne britannique de 1 300 magasins d'aliments naturels dans 16 pays. La chaîne compte principalement de nombreux magasins au Royaume-Uni, en Irlande, aux Pays-Bas, en Belgique, en République populaire de Chine (dont Hong Kong ), en Inde, en Arabie saoudite et aux Émirats arabes unis.

## Histoire
Holland & Barrett a été fondée en 1870 par Alfred Slapps Barrett et William Holland, qui ont acheté un magasin de légumes à Bishop's Stortford dans l'est de l'Angleterre et ont commencé à vendre des légumes et des vêtements. Ils ont développé l'entreprise en deux magasins, un marchand de légumes et un magasin de vêtements. Une boutique a également ouvert à Epsom en 1900. En 1920, la chaîne a été vendue à Alfred Buton & Sons, mais le nom est resté. Depuis, la chaîne a changé plusieurs fois de propriétaire. Entre 1970 et 1992, il faisait partie du groupe Booker, entre 1992 et 1997 de LloydsPharmacy et de l'américain NBTY. Finalement, NBTY a été acquis par la société d'investissement The Carlyle Group. Le 1er mai 2015, tous les magasins De Tuinen ont également été transférés à Holland & Barrett. Le 21 juin 2017, il a été annoncé que NBTY et The Caryle Group souhaitaient vendre l'intégralité de la chaîne. Un certain nombre d'entreprises ont manifesté leur intérêt, notamment le groupe AS Watson, propriétaire d'oa Kruidvat, ICI PARIS XL et l'Attraction. La chaîne a finalement été vendue pour 1,8 milliard de livres sterling à L1 Retail.
En Belgique, Holland & Barrett était connu sous le nom d'Essenza, mais depuis le 1er mai 2015, les magasins ont continué sous le nom de Holland & Barrett. Le magasin connaît une forte croissance en Flandre et en Wallonie, avec une trentaine de filiales à présent. 